# Automolis pallida
Automolis pallida là một loài bướm đêm thuộc phân họ Arctiinae, họ Erebidae.